# Почесні громадяни Дубна
Нижче наведений перелік осіб, яким присвоєно звання «Почесний громадянин міста Дубно».
|   | Почесний громадянин міста Дубна—звання, що присвоюється рішенням сесії Дубенської міської ради громадянам України й інших держав, які своєю професійною та громадською діяльністю зробили видатний внесок в соціальний, економічний та культурний розвиток Дубна, становлення та розбудову незалежної Української держави; утвердження української національної свідомості; за вагомі досягнення у галузях науки, освіти, культури, спорту, охорони здоров’я, охорони громадського порядку, будівництва та житлово-комунального господарства, підприємництва; за активну громадську та благодійну діяльність; інші заслуги перед Дубном та Україною. Особам, яким присвоюється звання « Почесний громадянин міста Дубна», вручається відповідне Посвідчення, Диплом, Нагрудний знак. |
| — | |

## Почесні громадяни
| №  | П. І. Б.                            | Рік народження | Рід занять, звання та нагороди | Дата присвоєння |
| -- | ----------------------------------- | -------------- | --- | --------------- |
| 1  | Аронов Юхим Ілліч                   | ?              | офіцер РА, учасник нацистсько-радянської війни | 1985            |
| 2  | Бабак Петро Корнійович              | 1914           | офіцер РА, учасник нацистсько-радянської війни. Герой Радянського Союзу. | 1967            |
| 3  | Бариш Олександр Вікторович          | 1975           | військовик Збройних сил України, учасник російсько-української війни | 2023            |
| 4  | Бейнар Ігор Айгарович               | 1981           | військовик Збройних сил України, учасник російсько-української війни | 2023            |
| 5  | Вознюк Андрій Михайлович            | 1978           | старший лейтенант Збройних сил України, учасник російсько-української війни | 2023            |
| 6  | Влащук Василь Миколайович           | 1968           | військовик Збройних сил України, учасник російсько-української війни | 1985            |
| 7  | Величко Іван Леонтійович            | 1919           | сержант РА, учасник нацистсько-радянської війни | 1985            |
| 8  | Вишневський Петро Степанович        | 1928           | педагог, діяч «Просвіти» | 1999            |
| 9  | Возницький Борис Григорович         | 1926           | директор Львівської галереї мистецтв, академік Української академії мистецтв, Герой України | 1998            |
| 10 | Войтенко Тетяна Василівна           | ?              | завідувачка початкової школи № 6 м. Дубна | 1967            |
| 11 | Волков Петро Ілліч                  | 1903           | офіцер РА, учасник нацистсько-радянської війни | 1967            |
| 12 | Галяс Олександр Євгенович           | 1991           | солдат Збройних сил України, учасник російсько-української війни | 2023            |
| 13 | Герасимчук Леонід Данилович         | 1981           | сержант Збройних сил України, учасник російсько-української війни | 2023            |
| 14 | Гончарук Андрій Юрійович            | 1981           | військовик Збройних сил України, учасник російсько-української війни | 2023            |
| 15 | Гусак Юрій Сергійович               | 1993           | військовик Збройних сил України, учасник російсько-української війни | 2023            |
| 16 | Данілов Едуард Веніамінович         | 1968           | військовик Збройних сил України, учасник російсько-української війни | 2023            |
| 17 | Демиденко Володимир Михайлович      | 1979           | військовик Збройних сил України, учасник російсько-української війни | 2023            |
| 18 | Жуков Іван Всеволодович             | 1968           | доброволець УДА, учасник російсько-української війни | 2023            |
| 19 | Жулинський Микола Григорович        | 1940           | Літературознавець, критик, академік Національної академії наук України; лауреат Державної премії України ім. Т. Шевченка                                                                                        | 2000            |
| 20 | Зінкін Андрій Миколайович           | 1987           | військовик Збройних сил України, учасник російсько-української війни | 2023            |
| 21 | Івановський Олег Генріхович         | 1922           | Радянський інженер, конструктор ракетно-космічної техніки. Лауреат Ленінської (1960) та Державної (1977) премій СРСР.                                                                                           | 1985            |
| 22 | Іванцов Володимир Андрійович        | 1986           | військовик Збройних сил України, учасник російсько-української війни | 2023            |
| 23 | Кірчик Максим Володимирович         | ?              | військовик Збройних сил України, учасник російсько-української війни | 2023            |
| 24 | Ключаров Олександр Олександрович    | 1921           | інфекціоніст, заслужений діяч науки БРСР, доктор медичних наук, професор | 1985            |
| 25 | Козюра Олександр Дмитрович          | 1979           | полковник поліції, учасник російсько-української війни | 2023            |
| 26 | Козявкін Володимир Ілліч            | 1947           | Доктор медичних наук, професор; Герой України | 2003            |
| 27 | Колбасюк Іван Петрович              | 1921           | офіцер РА, учасник нацистсько-радянської війни | 1984            |
| 28 | Колесник Степан Дмитрович           | 1930           | заслужений будівельник СРСР, заслужений будівельник України | 1984            |
| 29 | Коротков Михайло Іванович           | ?              | військовик РА, учасник нацистсько-радянської війни | 1985            |
| 30 | Маріян Коць                         | 1922           | меценат, громадсько-культурний діяч, журналіст, видавець | 1995            |
| 31 | Кривіцький Валерій Миколайович      | ?              | військовик Збройних сил України, учасник російсько-української війни | 2023            |
| 32 | Кубишкін Роман Олександрович        | 1974           | доброволець ДУК, учасник російсько-української війни | 2023            |
| 33 | Курочкін В’ячеслав Борисович        | 1972           | офіцер Збройних сил України, учасник російсько-української війни | 2023            |
| 34 | Лесний Роман Михайлович             | 1979           | старший солдат Збройних сил України, учасник російсько-української війни | 2023            |
| 35 | Мельник В'ячеслав Ярославович       | 1982           | військовик Збройних сил України, учасник російсько-української війни | 2023            |
| 36 | Мельник Микола Вікторович           | 1970           | військовик Збройних сил України, учасник російсько-української війни | 2023            |
| 37 | Михайлов Леонід Андрійович          | 1997           | військовик Збройних сил України, учасник російсько-української війни | 2023            |
| 38 | Міщук Ігор Святославович            | 1981           | військовик Збройних сил України, учасник російсько-української війни | 2023            |
| 39 | Морозов Микола Петрович             | ?              | військовик РА, учасник нацистсько-радянської війни | 1984            |
| 40 | Накидалюк Петро Іванович            | 1990           | солдат Збройних сил України, учасник російсько-української війни | 2023            |
| 41 | Напрієнко Дмитро Віталійович        | 1991           | молодший сержант Збройних сил України, учасник російсько-української війни | 2023            |
| 42 | Насвіт Іліодор Васильович           | 1922           | військовик РА, учасник нацистсько-радянської війни | 1984            |
| 43 | Новицький Іван Карпович             | 1922           | військовик РА, учасник нацистсько-радянської війни; лікар-хірург | 2008            |
| 44 | Омелянчук Володимир Леонідович      | 1976           | військовик Збройних сил України, учасник російсько-української війни | 1985            |
| 45 | Онєгін Сергій Євгенович             | 1969           | військовик Збройних сил України, учасник російсько-української війни | 1985            |
| 46 | Орлов Андрій Архипович              | 1903           | військовик РА, учасник нацистсько-радянської війни | 1967            |
| 47 | Панащук Леонід Вікторович           | 1993           | старший солдат Збройних сил України, учасник російсько-української війни | 2023            |
| 48 | Пенежко Григорій Іванович           | 1912           | військовик РА, учасник нацистсько-радянської війни; Герой Радянського Союзу | 1985            |
| 49 | Праведний Володимир Олександрович   | 1985           | військовик Збройних сил України, учасник російсько-української війни | 2023            |
| 50 | Прокопчук Віталій Миколайович       | 1982           | старший солдат Збройних сил України, учасник російсько-української війни | 2023            |
| 51 | Романович Олег Федорович            | 1982           | сержант Збройних сил України, учасник російсько-української війни | 2023            |
| 52 | Ростоцький Станіслав Йосипович      | 1912           | військовик РА, учасник нацистсько-радянської війни; радянський, російський кінорежисер і сценарист. Заслужений діяч мистецтв РРФСР. Народний артист РРФСР. Народний артист СРСР. Лауреат Державної премії СРСР. | 1985            |
| 53 | Савіцький Олег Анатолійович         | 1978           | штаб-сержант Збройних сил України, учасник російсько-української війни | 2023            |
| 54 | Савчук Ярослав Володимирович        | ?              | військовик Збройних сил України, учасник російсько-української війни | 2023            |
| 55 | Санніков Дмитро Петрович            | 1923           | військовик РА, учасник нацистсько-радянської війни | 1985            |
| 56 | Свінтозельський Володимир Дмитрович | 1992           | військовик Збройних сил України, учасник російсько-української війни | 2023            |
| 57 | Сивіцький Микола Костьович          | 1917           | український прозаїк, доктор гуманітарних наук | 1997            |
| 58 | Смалюк Сергій Сергійович            | 1968           | військовик Збройних сил України, учасник російсько-української війни | 2023            |
| 59 | Соколов Олександр Євгенович         | 1975           | старший солдат Збройних сил України, учасник російсько-української війни | 2023            |
| 60 | Стрічний Микола Іванович            | 1916           | військовик РА, учасник нацистсько-радянської війни; голова колгоспу | 1984            |
| 61 | Теслюк Євгеній Артурович            | 1989           | солдат Збройних сил України, учасник російсько-української війни | 2023            |
| 62 | Тимощук Василь Леонідович           | 1970           | військовик Збройних сил України, учасник російсько-української війни | 1985            |
| 63 | Томко Володимир Олександрович       | 2003           | матрос Військово-морських сил України, учасник російсько-української війни | 2023            |
| 64 | Триндусь Вадим Петрович             | 1992           | військовик Збройних сил України, учасник російсько-української війни | 2023            |
| 65 | Хижняк Андрій Васильович            | 1972           | капітан Збройних сил України, учасник російсько-української війни | 2023            |
| 66 | Цюрук Степан Миколайович            | 1928           | депутат Ровенської обласної і Дубенської міської ради | 1967            |
| 67 | Черняхівський Василь Дементійович   | 1901           | учасник Другої світової війни; редактор районної газети | 1967            |
| 68 | Швець Сергій Олександрович          | 1975           | Солдат Збройних сил України; учасник російсько-української війни. | 2023            |
| 69 | Ширяєв Олександр Григорович         | 1921           | учасник Другої світової війни; шкільний директор | 2010            |
| 70 | Школярчук Олександр Анатолійович    | 1987           | молодший лейтенант Збройних сил України, учасник російсько-української війни | 2023            |
| 71 | Штефусь Владислав Олегович          | 1998           | старший солдат Збройних сил України, учасник російсько-української війни | 2023            |
| 72 | Шумовський Юрій Федорович           | 1908           | Дійсний член низки французьких наукових товариств, зокрема міжнародної Вільної академії наук в Парижі, міжнародного Африканського інституту в Лондоні, дійсний член НТШ у діаспорі                              | 1995            |